# 安比高原駅
安比高原駅（あっぴこうげんえき）は、岩手県八幡平市安比高原にある、東日本旅客鉄道（JR東日本）花輪線の駅である。

## 歴史
1960年（昭和35年）に旧型客車の廃車体を流用した宿泊施設龍ヶ森ヒュッテが開業。1970年（昭和45年）ごろから始まったSLブームの時は、8620形蒸気機関車の三重連をカメラに収める鉄道ファンが全国から当駅周辺に集まり、「龍ヶ森銀座」と呼ばれた（花輪線の蒸気機関車営業運転は1971年〈昭和46年〉9月30日に終了）。

### 年表
- 1926年（大正15年）11月10日：国有鉄道の信号場として龍ヶ森信号場（初代）が岩手郡松尾村に開設[2][3]。
- 1952年（昭和27年）8月：龍ヶ森信号場（初代）廃止[2]。
- 1955年（昭和30年）3月1日：気象庁の竜ヶ森(鉄道)信号所 観測所設置[4]。
- 1957年（昭和32年）1月3日：龍ヶ森仮乗降場開設[2][5]。
- 1959年（昭和34年）：龍ヶ森信号場（2代）開設[2]。
- 1960年（昭和35年）12月25日：山小屋営業開始[6][7]
- 1961年（昭和36年）12月28日：旅客営業開始[2]。龍ヶ森駅となる[2]。駅員無配置駅[8][9]。
- 1987年（昭和62年）4月1日：国鉄分割民営化により、東日本旅客鉄道の駅となる[2]。
- 1988年（昭和63年）3月13日：安比高原駅に改称[2]。
- 1998年（平成10年）12月：安比高原駅長が廃止され無人化、交換設備撤去（無人後数年間はスキーシーズンのみ大更駅員が派遣されていた）。
- 2018年（平成30年）6月1日：大更駅の業務委託化に伴い、盛岡駅に管理駅が変更となる。
- 2024年（令和6年）10月1日：えきねっとQチケのサービスを開始[1][10]。

## 駅構造
単式ホーム1面1線を有する地上駅である。かつては社員配置駅で、島式ホーム1面2線の列車交換可能駅であったが、花輪線CTC化前に棒線化・無人化された。
盛岡駅管理の無人駅である。

## 駅周辺
- 国道282号
- 東北自動車道
- 安比高原ゴルフクラブ
- 竜ヶ森
- ハロウインターナショナルスクール安比ジャパン

## 隣の駅
東日本旅客鉄道（JR東日本）
■花輪線
松尾八幡平駅 - 安比高原駅 - 赤坂田駅